# 特定年龄组死亡率
特定年龄组死亡率，指某一特定年龄组之中，每1000人中的死亡人数。是死亡率在社会学中的一种应用，是研究年龄问题时非常重要的一个统计数据。

## 外部連結
- 台灣生命表統計